# Leadenham
Leadenham – wieś w Anglii, w hrabstwie Lincolnshire, w dystrykcie North Kesteven. Leży 21 km na południe od Lincoln i 174 km na północ od Londynu.